# USS Palisade (AM-270)
USS Palisade (AM-270) – trałowiec typu Admirable służący w United States Navy w czasie II wojny światowej. Służył na Atlantyku. Przekazany Związkowi Radzieckiemu w programie lend-lease służył na Pacyfiku.
Stępkę okrętu położono 21 września 1942 w stoczni Gulf Shipbuilding Corp. w Chickasaw (Alabama). Zwodowano go 26 czerwca 1943, matką chrzestną była W. C. Ellis. Jednostka weszła do służby 9 marca 1944, pierwszym dowódcą został Lt. Comdr. W. H. Rothwell.
Brał udział w działaniach II wojny światowej. Przekazany Związkowi Radzieckiemu służył jako T-279. Zatonął na amerykańskiej minie lotniczej 14/15 sierpnia 1945.